# Mahindra United Football Club
Il Mahindra United è stata una società calcistica con sede a Mumbai, città del Maharashtra, in India.
Il club fu fondato nel 1962 come Mahindra & Mahindra sotto il patrocinio del Mahindra Group. Nell'estate del 2000, il club fu rinominato Mahindra United. Giocava le partite al Cooperage Ground di Mumbai.

## Palmarès

### Competizioni nazionali
- I-League: 1

2005-2006
- Coppa della Federazione indiana: 2

2003, 2005

### Altri piazzamenti
- I-League:

Terzo posto: 2003-2004, 2006-2007
- Coppa della Federazione indiana:

Finalista: 1991, 1993, 2007